# Limnephilidae
Los limnefílidos (Limnephilidae) son una familia de tricópteros que agrupa entre 100 y 130 géneros. Los limnefílidos son la familia de tricópteros dominante en la mayor parte del hemisferio norte donde muestra una mayor diversidad ecológica, especialmente en las áreas templadas de la región Holártica. Solamente unas pocas de las 1000 especies que constituyen la familia se encuentran en áreas tropicales y del hemisferio sur.

## Características
Los adultos suelen ser de color marrón, de tamaño relativamente grande (unos quince milímetros), con las alas anteriores a menudo moteadas o estampadas y las posteriores mucho más anchas y transparentes. En su cabeza destacan dos grandes ojos compuestos y un par de largas antenas.
Las  larvas son de gran tamaño (hasta treinta milímetros de longitud) con una cabeza y tórax bastante corpulentos y branquias externas, que pueden ser simples o ramificadas. Tienen una cabeza ligeramente más larga que ancha, cuyas antenas se encuentran situadas entre la base de las mandíbulas y los ojos. El  primer segmento abdominal casi siempre presenta pelos. Es característico en la fase larvaria de todas las especies de la familia una prolongación fuertemente arqueada en el esterno del protórax denominada «cuerno prosternal». Las larvas acuáticas construyen estuches portátiles que construyen con una amplia variedad de materiales vegetales y minerales, que les sirven como protección.

## Biología y ecología
Los limnefílidos se reproducen sexualmente. El apareamiento suele realizarse entre la vegetación; las hembras depositan la puesta en el agua. Las pupas viven dentro de estuches especiales, donde se produce la metamorfosis. La fase larvaria y pupal es generalmente acuática, aunque en los géneros Ironoquia y Enoicyla ambas son terrestres, viviendo entre musgo y hojarasca. Tras la metamorfosis, la pupa se libera de su envoltura y se desplaza activamente hacia la orilla o nada a la superficie antes de volar como un adulto. Las hembras adultas de Enoicyla tienen alas vestigiales y no vuelan.